# لاك بولين (كيبك)
لاك بولين (بالإنجليزية: Lac-Poulin, Quebec)‏ هي بلدية محلية في كيبيك تقع في كندا في Beauce-Sartigan Regional County Municipality. يقدر عدد سكانها بـ 134 نسمة ومساحتها 1.60 كم2 .